# Розумна колонка
Розумна колонка — аудіосистема, що оснащена додатковими функціями віртуального помічника. Найчастіше взаємодія з віртуальним помічником починається зі ключових слів, наприклад "Hey Google" для віртуальних помічників компанії Google. Деякі розумні колонки дозволяють не тільки перемикати музику, а й відповідати на питання, виконувати математичні операції, шукати інформацію та контролювати розумний дім.

## Точність розпізнавання голосу
Точність розпізнавання голосових команд може залежати від різних факторів таких як колір шкіри та гендер.

## Приватність
Оскільки розумні колонки мають постійно увімкнений мікрофон, у багатьох користувачів це викликає занепокоєння щодо можливого використання зібраною інформацією виробником для маркетингу. 

## Популярні розумні колонки
| Віртуальний помічник | Виробник  | Продукт(и)                                                                                                 |
| -------------------- | --------- | --- |
| Google Асистент      | Google    | - Серія продуктів : Home, Home Mini, Home Max, Nest Mini, Nest Audio, Nest Hub Max, Next Wi-Fi - Sonos One |
| Amazon Alexa         | Amazon    | - Серія продуктив Amazon Echo: Echo, Echo Dot, Echo Plus, Echo Show, Echo Spot - Amazon Tap - Sonos One    |
| Siri                 | Apple     | - Apple HomePod - HomePod Mini                                                                             |
| Microsoft Cortana    | Microsoft | Harman Kardon INVOKE                                                                                       |
| Bixby                | Samsung   | Galaxy Home                                                                                                |

[джерело?]